# Perșotravneve, Pîreatîn
Perșotravneve (în ucraineană Першотравневе) este un sat în comuna Sasînivka din raionul Pîreatîn, regiunea Poltava, Ucraina.

## Demografie
Componența lingvistică a localității Perșotravneve
     Ucraineană (91,77%)
     Rusă (6,96%)
     Belarusă (1,27%)
Conform recensământului din 2001, majoritatea populației localității Perșotravneve era vorbitoare de ucraineană (91,77%), existând în minoritate și vorbitori de rusă (6,96%) și belarusă (1,27%).